# Хајатвил (Вајоминг)
Хајатвил (енгл. Hyattville) насељено је место без административног статуса у америчкој савезној држави Вајоминг.

## Демографија
По попису из 2010. године број становника је 75, што је 2 (2,7%) становника више него 2000. године.
| Група             | 2000.      | 2010.       |
| Белци             | 71 (97,3%) | 75 (100,0%) |
| Афроамериканци    | 0 (0,0%)   | 0 (0,0%)    |
| Азијати           | 1 (1,4%)   | 0 (0,0%)    |
| Хиспаноамериканци | 0 (0,0%)   | 0 (0,0%)    |
| Укупно            | 73         | 75          |